# Раджабли, Фархад Иззет оглы
Фархад Иззет оглы Раджабли (азерб. Fərhad İzzət oğlu Rəcəbli; род. 11 октября 1959, Аджахур, Кусарский район) — азербайджанский и советский дзюдоист, 12-кратный чемпион мира и 11-кратный чемпион Европы среди ветеранов, призёр чемпионатов СССР 1981 и 1988 годов, семикратный чемпион Азербайджана по дзюдо (1989—1995), бронзовый призёр чемпионата Европы среди юниоров 1978 года, первый дзюдоист из Азербайджана, взявший медаль международных соревнований. Младший брат тренера Ахмеддина Раджабли и чемпиона Азербайджана по дзюдо и самбо Мамеда Раджабли, старший брат чемпиона мира по самбо среди ветеранов Ахада Раджабли, отец чемпиона Азербайджана по дзюдо и самбо Мурада Раджабли. Любимым приёмом Раджабли является Ути Мата Сукаси.

## Биография

### Юные годы. Начало карьеры
Фархад Раджабли родился 11 октября 1959 года в селе Аджахур Кусарского района Азербайджанской ССР. В 1967 году вместе с семьей переехал в город Сумгаит.
Начал заниматься спортом в 1971 году, вдохновившись своими старшими братьями Ахмеддином и Мамедом. Сначала по совету братьев занимался вольной борьбой, однако через 3-4 месяца увлёкся самбо. Прозанимавшись самбо год, Фархад перешёл в дзюдо.
В 1975 году впервые стал чемпионом Азербайджана по дзюдо среди школьников. В 1978 году Раджабли стал чемпионом СССР среди молодёжи. В этом же году занял третье место на чемпионате Европы среди юниоров, проходившем в городе Мишкольц (Венгрия). На этом турнире Раджабли выиграл семь схваток и проиграл только одну. Это была первая медаль, завоеванная азербайджанскими дзюдоистами на международной арене.
В 1979 году Фархад Раджабли занял второе место на чемпионате СССР среди молодёжи, а в следующем году стал чемпионом аналогичного турнира.

### Выступления на взрослом уровне
В 1981 году Раджабли занял третье место в весовой категории до 78 кг на чемпионате СССР среди взрослых, проходившем в Минске. Это была первая медаль спортсмена на взрослом уровне. В 1981 и 1982 годах Раджабли занял второе место на международном турнире категории «А» имени Хосе Родригеса, проходившем на Кубе.
В 1983 Фархад Раджабли стал чемпионом Азербайджана по дзюдо и по самбо. В этом же году получил звание мастера спорта по самбо.  В 1985 году в СССР вышел закон, согласно которому дзюдоисты, достигшие 25-летнего возраста, должны были прекращать карьеру по причине большого количества молодёжи, интересующейся этим видом спорта. В связи с этим Раджабли завершил карьеру и занялся тренерской деятельностью. Только после отмены этого закона он вернулся на татами в 1988 году в 29-летнем возрасте. В 1988 году занял второе место на чемпионате Азербайджана, уступив в финале Расиму Агамирову. В этом же году на чемпионате СССР в Алма-Ате занял второе место, уступив в финале Виталию Песняку. А заняв первое место на турнире Гран-при «Trofeo Guido Sieni Sassari» в Италии, он выполнил норматив мастера спорта международного класса СССР.
На чемпионатах Азербайджана с 1989 по 1995 год Раджабли занимал первые места.

### Участие на турнирах среди ветеранов

#### 2000-е
В 2002 году впервые принял участие на чемпионате мира по дзюдо среди ветеранов (в категории M3) в Северной Ирландии и выиграл бронзовую медаль турнира. В 2004 году впервые в своей карьере принял участие на втором чемпионате Европы среди ветеранов в Санкт-Петербурге, где завоевал серебро. Свой первый титул чемпиона Европы среди ветеранов он выиграл в 2006 году в Праге в весовой категории до 90 кг. В 2005 году на чемпионате мира среди ветеранов в Канаде впервые стал чемпионом мира.
В июле 2006 года на чемпионате мира среди ветеранов во Франции выиграл золото. В июне 2007 года на чемпионате мира среди ветеранов в Бразилии Фархад Раджабли занял третье место в абсолютной весовой категории. В ноябре этого же года второй раз в своей карьере выиграл чемпиона Европы, одолев в финале весовой категории до 100 кг и возрастной категории M4 россиянина Владимира Александрова.
В июле 2008 года Раджабли занял второе место на чемпионате мира среди ветеранов в Бельгии. В июне 2009 года выиграл золото на чемпионате мира среди ветеранов в Зиндельфингене. В ноябре этого же года на чемпионате Европы по дзюдо среди ветеранов, проходившем в Линьяно, Фархад Раджабли в весовой категории до 100 кг выиграл золотую медаль, победив в финале Славко Станишича из Сербии.

#### 2010-е
К 2010 году Раджабли был уже трёхкратным чемпионом мира и трёхкратным чемпионом Европы.
В мае 2010 года Раджабли выиграл серебряную медаль чемпионата мира по дзюдо среди ветеранов в Будапеште, уступив в финале весовой категории до 90 кг Хамеду Керруму из Франции. В октябре этого же года на чемпионате Европы по дзюдо среди спортсменов старше 30 лет в Хорватии Фархад Раджабли в весовой категории до 90 кг завоевал серебряную медаль, уступив в финале итальянскому дзюдоисту Пьетро Меллоне. В июне 2011 года на чемпионате мира среди ветеранов во Франкфурте Фархад Раджабли, одолев в финале Эрхембаяра Соднома из Монголии, занял первое место. В ноябре этого же года он выиграл бронзовую награду на чемпионате Европы среди ветеранов в Лейбнице, одолев в поединке за третье место россиянина Владимира Помятеева.
В ноябре 2012 года Раджабли выиграл серебро на чемпионате мира среди ветеранов в Майами в весовой категории до 90 кг. В ноябре 2013 года стал бронзовым призёром чемпионата мира среди ветеранов в Абу-Даби.
В июне 2014 года выиграл бронзу на чемпионате Европы среди ветеранов в Праге. В сентябре 2014 года Раджабли выиграл чемпионат мира по дзюдо среди ветеранов в Малаге (90 кг, 55-60 лет). В мае 2015 года в венгерском Балатонфюреде выиграл чемпионат Европы среди ветеранов, выиграв в финале весовой категории 90 кг и в возрастной категории M6 у Юкки Лаитинена из Финляндии. В сентябре этого же года на чемпионате мира среди ветеранов в Амстердаме, Фархад Раджабли выиграл золото в весовой категории до 90 кг, одолев в финале хозяина татами Герардуса Теуниссена.
К началу 2016 года у Фархада Раджабли было 6 золотых, 4 серебряных и 3 бронзовых медалей чемпионатов мира среди ветеранов, а также 4 золотых,3 серебряных и 3 бронзовых медалей чемпионатов Европы среди ветеранов.В июне 2016 года выиграл чемпионат Европы в Порече, одолев в финале украинского спортсмена Игоря Кнису. В ноябре этого же года Раджабли выиграл чемпионат мира по дзюдо среди ветеранов в Форт Лодердейле в весовой категории 90 кг и в возрастной категории M6, одолев в финале россиянина Владимира Маркелова. В июне 2017 года Раджабли выиграл серебряную медаль чемпионата Европ среди ветеранов в Загребе.
В июне 2018 года Раджабли выиграл золотую медаль чемпионата Европы среди ветеранов в Глазго. В октябре этого же года Фархад Раджабли 8-й раз выиграл первенство мира среди ветеранов в Канкуне в возрастной категории M6. В июле 2019 года выиграл чемпионат Европы среди ветеранов в Гран-Канария, одолев в финале весолвой категории до 90 кг и возрастной категории M7 (60-65 лет) Раде Крнжету из Хорватии. В октябре этого же года на чемпионате мира среди ветеранов в Марокко Раджабли в 9-й раз стал чемпионом мира, выиграв в финале возрастной категории М7 у Андреаса Бартши из Германии.

#### 2020-е
В июне 2022 года на чемпионате Европы среди ветеранов в Гераклионе выиграл золотую медаль, став 8-кратным чемпионом Европы среди ветеранов. В сентябре этого же года Фархад Раджабли занял первое место на чемпионате мира среди ветеранов в Кракове и стал 10-кратным чемпионом мира среди ветеранов. В июне 2023 года в словенском городе Подчетртеке в 9-й раз выиграл чемпионат Европы по дзюдо среди ветеранов. В ноябре этого же года Раджабли в 11-й раз выиграл золото на чемпионате мира среди ветеранов в Абу-Даби.
6 июня 2024 года на чемпионате Европы среди ветеранов в Сараево Фархад Раджабли занял первое место в возрастной категории M8 и весовой категории до 90 кг, став тем самым 10-кратным чемпионом Европы среди ветеранов. В ноябре этого же года на чемпионате мира среди ветеранов в Лас-Вегасе Фархад Раджабли, победив в финале тех же категорий соперника из Франции, стал 12-кратным чемпионом мира.
В мае 2025 года в Риге в 11-й раз выиграл чемпионат Европы среди ветеранов.

## Награды
- Медаль «Прогресс» (23 ноября 2024) — за вклад в общественно-политическую, социально-экономическую и культурную жизнь города Сумгаита[48][49].

## Генеалогия
|                            |                            |                            |                            |                              |                              |                              |                              |                              |                              |                             |                             |                             |                             |                 |                 |                               |                               |                               |                               |                               |                               |                 |                 |                             |                             | Иззет Раджабли              |                             |                             |                             |  |  |                             |                             |                             |                             |                             |                             |  |  |                           |                           |                           |                           |                           |                           |  |  |  |  |  |  |  |  |  |  |  |  |  |  |
|                            |                            |                            |                            |                              |                              |                              |                              |                              |                              |                             |                             |                             |                             |                 |                 |                               |                               |                               |                               |                               |                               |                 |                 |                             |                             |                             |                             |                             |                             |  |  |                             |                             |                             |                             |                             |                             |  |  |                           |                           |                           |                           |                           |                           |  |  |  |  |  |  |  |  |  |  |  |  |  |  |
|                            |                            |                            |                            |                              |                              |                              |                              |                              |                              |                             |                             |                             |                             |                 |                 |                               |                               |                               |                               |                               |                               |                 |                 |                             |                             |                             |                             |                             |                             |  |  |                             |                             |                             |                             |                             |                             |  |  |                           |                           |                           |                           |                           |                           |  |  |  |  |  |  |  |  |  |  |  |  |  |  |
|                            |                            |                            |                            |                              |                              |                              |                              |                              |                              |                             |                             |                             |                             |                 |                 | Ахмеддин Раджабли (род. 1945) | Ахмеддин Раджабли (род. 1945) | Ахмеддин Раджабли (род. 1945) | Ахмеддин Раджабли (род. 1945) | Ахмеддин Раджабли (род. 1945) | Ахмеддин Раджабли (род. 1945) |                 |                 | Мамед Раджабли              | Мамед Раджабли              | Мамед Раджабли              | Мамед Раджабли              | Мамед Раджабли              | Мамед Раджабли              |  |  | Фархад Раджабли (род. 1959) | Фархад Раджабли (род. 1959) | Фархад Раджабли (род. 1959) | Фархад Раджабли (род. 1959) | Фархад Раджабли (род. 1959) | Фархад Раджабли (род. 1959) |  |  | Ахад Раджабли (1962—2013) | Ахад Раджабли (1962—2013) | Ахад Раджабли (1962—2013) | Ахад Раджабли (1962—2013) | Ахад Раджабли (1962—2013) | Ахад Раджабли (1962—2013) |  |  |  |  |  |  |  |  |  |  |  |  |  |  |
|                            |                            |                            |                            |                              |                              |                              |                              |                              |                              |                             |                             |                             |                             |                 |                 | Ахмеддин Раджабли (род. 1945) | Ахмеддин Раджабли (род. 1945) | Ахмеддин Раджабли (род. 1945) | Ахмеддин Раджабли (род. 1945) | Ахмеддин Раджабли (род. 1945) | Ахмеддин Раджабли (род. 1945) |                 |                 | Мамед Раджабли              | Мамед Раджабли              | Мамед Раджабли              | Мамед Раджабли              | Мамед Раджабли              | Мамед Раджабли              |  |  | Фархад Раджабли (род. 1959) | Фархад Раджабли (род. 1959) | Фархад Раджабли (род. 1959) | Фархад Раджабли (род. 1959) | Фархад Раджабли (род. 1959) | Фархад Раджабли (род. 1959) |  |  | Ахад Раджабли (1962—2013) | Ахад Раджабли (1962—2013) | Ахад Раджабли (1962—2013) | Ахад Раджабли (1962—2013) | Ахад Раджабли (1962—2013) | Ахад Раджабли (1962—2013) |  |  |  |  |  |  |  |  |  |  |  |  |  |  |
|                            |                            |                            |                            |                              |                              |                              |                              |                              |                              |                             |                             |                             |                             |                 |                 |                               |                               |                               |                               |                               |                               |                 |                 |                             |                             |                             |                             |                             |                             |  |  |                             |                             |                             |                             |                             |                             |  |  |                           |                           |                           |                           |                           |                           |  |  |  |  |  |  |  |  |  |  |  |  |  |  |
|                            |                            |                            |                            |                              |                              |                              |                              |                              |                              |                             |                             | Заур Раджабли               | Заур Раджабли               | Заур Раджабли   | Заур Раджабли   | Заур Раджабли                 | Заур Раджабли                 |                               |                               |                               |                               |                 |                 | Эльхан Раджабли (род. 1980) | Эльхан Раджабли (род. 1980) | Эльхан Раджабли (род. 1980) | Эльхан Раджабли (род. 1980) | Эльхан Раджабли (род. 1980) | Эльхан Раджабли (род. 1980) |  |  | Мурад Раджабли (род. 1989)  | Мурад Раджабли (род. 1989)  | Мурад Раджабли (род. 1989)  | Мурад Раджабли (род. 1989)  | Мурад Раджабли (род. 1989)  | Мурад Раджабли (род. 1989)  |  |  |                           |                           |                           |                           |                           |                           |  |  |  |  |  |  |  |  |  |  |  |  |  |  |
|                            |                            |                            |                            |                              |                              |                              |                              |                              |                              |                             |                             | Заур Раджабли               | Заур Раджабли               | Заур Раджабли   | Заур Раджабли   | Заур Раджабли                 | Заур Раджабли                 |                               |                               |                               |                               |                 |                 | Эльхан Раджабли (род. 1980) | Эльхан Раджабли (род. 1980) | Эльхан Раджабли (род. 1980) | Эльхан Раджабли (род. 1980) | Эльхан Раджабли (род. 1980) | Эльхан Раджабли (род. 1980) |  |  | Мурад Раджабли (род. 1989)  | Мурад Раджабли (род. 1989)  | Мурад Раджабли (род. 1989)  | Мурад Раджабли (род. 1989)  | Мурад Раджабли (род. 1989)  | Мурад Раджабли (род. 1989)  |  |  |                           |                           |                           |                           |                           |                           |  |  |  |  |  |  |  |  |  |  |  |  |  |  |
|                            |                            |                            |                            |                              |                              |                              |                              |                              |                              |                             |                             |                             |                             |                 |                 |                               |                               |                               |                               |                               |                               |                 |                 |                             |                             |                             |                             |                             |                             |  |  |                             |                             |                             |                             |                             |                             |  |  |                           |                           |                           |                           |                           |                           |  |  |  |  |  |  |  |  |  |  |  |  |  |  |
| Натали Пронина (род. 1987) | Натали Пронина (род. 1987) | Натали Пронина (род. 1987) | Натали Пронина (род. 1987) | Натали Пронина (род. 1987)   | Натали Пронина (род. 1987)   |                              |                              | Джасур Раджабли (род. 1992)  | Джасур Раджабли (род. 1992)  | Джасур Раджабли (род. 1992) | Джасур Раджабли (род. 1992) | Джасур Раджабли (род. 1992) | Джасур Раджабли (род. 1992) |                 |                 | Шамиль Раджабли               | Шамиль Раджабли               | Шамиль Раджабли               | Шамиль Раджабли               | Шамиль Раджабли               | Шамиль Раджабли               |                 |                 | Омар Раджабли (род. 2003)   | Омар Раджабли (род. 2003)   | Омар Раджабли (род. 2003)   | Омар Раджабли (род. 2003)   | Омар Раджабли (род. 2003)   | Омар Раджабли (род. 2003)   |  |  |                             |                             |                             |                             |                             |                             |  |  |                           |                           |                           |                           |                           |                           |  |  |  |  |  |  |  |  |  |  |  |  |  |  |
| Натали Пронина (род. 1987) | Натали Пронина (род. 1987) | Натали Пронина (род. 1987) | Натали Пронина (род. 1987) | Натали Пронина (род. 1987)   | Натали Пронина (род. 1987)   |                              |                              | Джасур Раджабли (род. 1992)  | Джасур Раджабли (род. 1992)  | Джасур Раджабли (род. 1992) | Джасур Раджабли (род. 1992) | Джасур Раджабли (род. 1992) | Джасур Раджабли (род. 1992) |                 |                 | Шамиль Раджабли               | Шамиль Раджабли               | Шамиль Раджабли               | Шамиль Раджабли               | Шамиль Раджабли               | Шамиль Раджабли               |                 |                 | Омар Раджабли (род. 2003)   | Омар Раджабли (род. 2003)   | Омар Раджабли (род. 2003)   | Омар Раджабли (род. 2003)   | Омар Раджабли (род. 2003)   | Омар Раджабли (род. 2003)   |  |  |                             |                             |                             |                             |                             |                             |  |  |                           |                           |                           |                           |                           |                           |  |  |  |  |  |  |  |  |  |  |  |  |  |  |
|                            |                            |                            |                            |                              |                              |                              |                              |                              |                              |                             |                             |                             |                             |                 |                 |                               |                               |                               |                               |                               |                               |                 |                 |                             |                             |                             |                             |                             |                             |  |  |                             |                             |                             |                             |                             |                             |  |  |                           |                           |                           |                           |                           |                           |  |  |  |  |  |  |  |  |  |  |  |  |  |  |
|                            |                            |                            |                            |                              |                              |                              |                              |                              |                              |                             |                             |                             |                             |                 |                 |                               |                               |                               |                               |                               |                               |                 |                 |                             |                             |                             |                             |                             |                             |  |  |                             |                             |                             |                             |                             |                             |  |  |                           |                           |                           |                           |                           |                           |  |  |  |  |  |  |  |  |  |  |  |  |  |  |
|                            |                            |                            |                            | Тристан Раджабли (род. 2015) | Тристан Раджабли (род. 2015) | Тристан Раджабли (род. 2015) | Тристан Раджабли (род. 2015) | Тристан Раджабли (род. 2015) | Тристан Раджабли (род. 2015) |                             |                             | Гусейн Раджабли             | Гусейн Раджабли             | Гусейн Раджабли | Гусейн Раджабли | Гусейн Раджабли               | Гусейн Раджабли               |                               |                               | Сабухи Раджабли               | Сабухи Раджабли               | Сабухи Раджабли | Сабухи Раджабли | Сабухи Раджабли             | Сабухи Раджабли             |                             |                             |                             |                             |  |  |                             |                             |                             |                             |                             |                             |  |  |                           |                           |                           |                           |                           |                           |  |  |  |  |  |  |  |  |  |  |  |  |  |  |